# Cornea (Caraș-Severin)

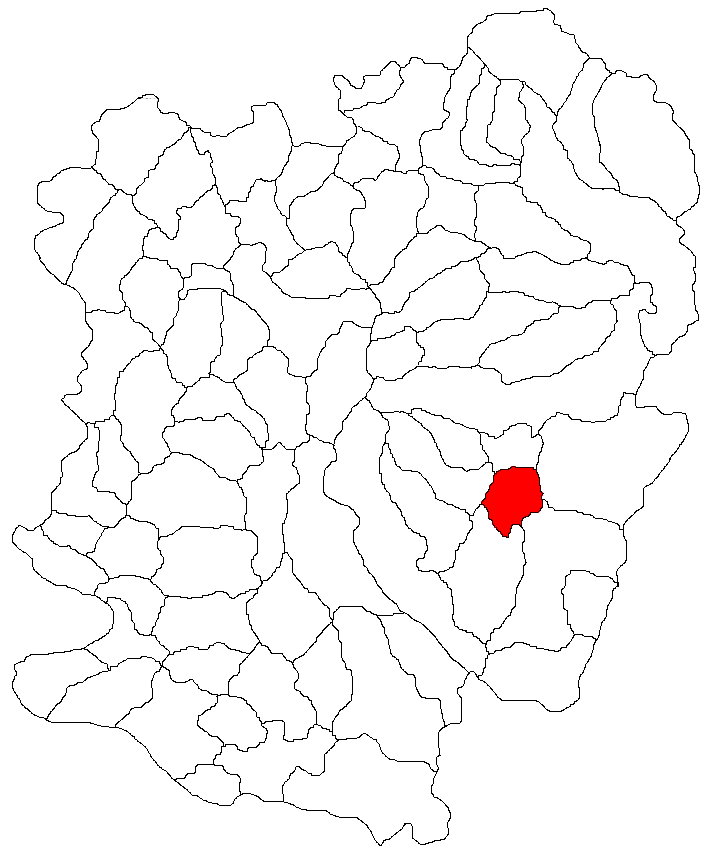
Lage der Gemeinde Cornea im Kreis Caraș-Severin

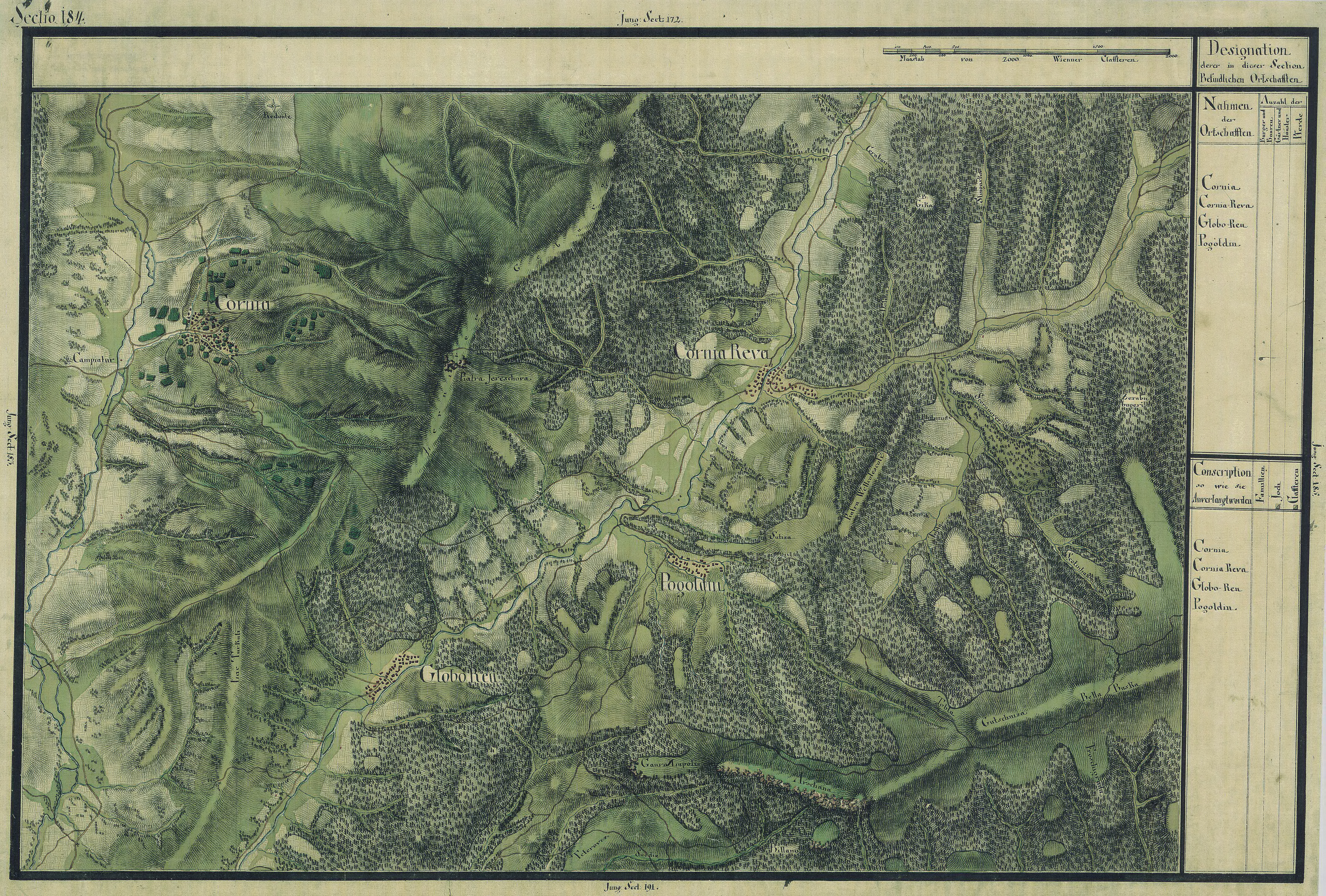
Cornea auf der Josephinischen Landaufnahme

Cornea (deutsch Kornia auch Kornja, ungarisch Somfa auch Kornya) ist eine Gemeinde im Kreis Caraș-Severin in der Region Banat in Rumänien. Zur Gemeinde Cornea gehören auch die Dörfer Crușovăț, Cuptoare, Macoviște.

## Geografische Lage
Cornea liegt im Südosten des Banats, im Temesch-Cerna-Tal, nördlich von Băile Herculane, in der Domașnea-Mehadia-Senke, die im Osten vom Țarcu- und Godeanu-Gebirge und im Westen vom Semenic-Gebirge flankiert wird. Am Drum național 6 befindet sich der Ort Cornea in 87 km Entfernung von Reșița, 47 km von Caransebeș und 90 Kilometer von Oravița.

## Nachbarorte
| Luncavița | Domașnea                                    | Cornereva |
| Mehadica  | Kompassrose, die auf Nachbargemeinden zeigt | Mesteacăn |
| Cuptoare  | Crușovăț                                    | Globurău  |

## Geschichte
Im Laufe der Jahrhunderte tauchte der Ortsname unter verschiedenen Schreibweisen auf: 1539 Somffa, 1582 Somfalu, 1603 Korny, 1607 Somfalua, 1690–1700 Kornyi, 1717 Kornia, 1808 Kornja, Kornya, 1888  Kornya  (Kornia), 1913  Somfa, 1919: Cornea.
Eine erste urkundliche Erwähnung stammt aus dem Jahr 1539. Auf der Josephinischen Landaufnahme von 1717 ist der Ort Kornia mit 48 Häuser eingetragen. Nach dem Frieden von Passarowitz (1718) war die Ortschaft Teil der Habsburger Krondomäne Temescher Banat.
Der Vertrag von Trianon am 4. Juni 1920 hatte die Dreiteilung des Banats zur Folge, wodurch Cornea an das Königreich Rumänien fiel.

## Bevölkerungsentwicklung
| 1880 | 2922 | 2901 | 9  | 12 | -  |
| 1910 | 3181 | 3084 | 40 | 9  | 48 |
| 1930 | 3109 | 3059 | 5  | 11 | 34 |
| 1977 | 2744 | 2712 | 6  | 1  | 11 |
| 2002 | 2178 | 2143 | 1  | -  | 34 |
| 2021 | 1556 | 1506 | -  | -  | 50 |